# 吳昭
吳昭（1454年—？），字守愚，福建興化府莆田縣人，軍籍，明朝政治人物。進士出身。

## 生平
早年出身國子生，福建鄉試第二名。成化十四年（1478年）戊戌科會試第一百七十四名，殿試登進士第二甲第二十八名。歷官南京工部郎中，弘治三年（1490年）三月升廣西布政司左參議，以征獞贼功，九年三月升按察司副使。

## 家族
曾祖父吳士瞻。祖父吳陽保，曾任國子博士。父亲吳經，曾任驛丞。永感下。娶林氏。